# Madame X (film 1966)
Madame X – amerykański dramat z 1966 roku w reżyserii Davida Lowella Richa.

## Fabuła
Żonie bogatego mężczyzny grozi ostracyzm ze względu na przypadkową śmierć jej adoratora. Zostawia więc męża i syna, przybierając nową tożsamość.

## Obsada
- Lana Turner – Holly Parker
- John Forsythe – Clayton Anderson
- Ricardo Montalbán – Phil Benton